# Ligier Richier
Pour les articles homonymes, voir Ligier (homonymie) et Richier.

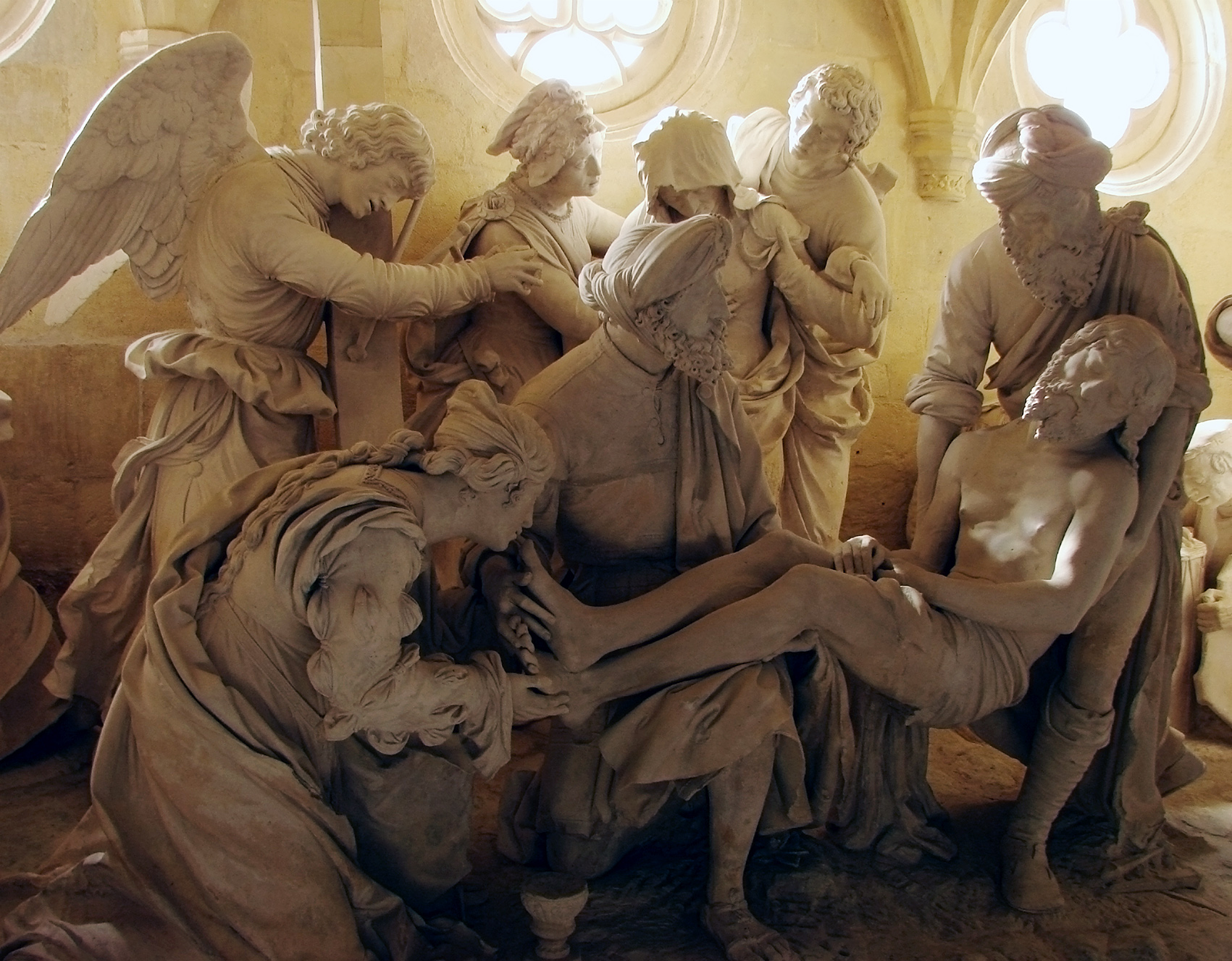
La Mise au tombeau de Ligier Richier à l’église Saint-Étienne de Saint-Mihiel.

Ligier Richier, né vers 1500 à Saint-Mihiel, mort à Genève en 1567, est un sculpteur lorrain du début de la Renaissance. Attaché à la cour de Lorraine et de Bar, il a réalisé plusieurs œuvres majeures conservées dans les départements de la Meuse et de Meurthe-et-Moselle.

## Biographie
L'essentiel de la vie et de la carrière de Ligier Richier s’est déroulé dans les duchés de Lorraine et de Bar, alors indépendants. La première mention de l'artiste date de 1530, lorsque le duc Antoine de Lorraine s’attacha ses talents. En 1543, il devint syndic de la ville de Saint-Mihiel. 
Converti au protestantisme, il adressa au jeune duc Charles III de Lorraine une pétition réclamant le libre exercice de la religion réformée, puis quitta la Lorraine vers 1563 et s’exila à Genève, où il mourut en 1567.
Les liens, souvent évoqués, entre Ligier Richier et Michel-Ange, ainsi que ses possibles voyages en Italie, ne semblent pas étayés par les documents historiques et appartiennent probablement à la légende.
La statue de Saint-Mihiel est dédiée à Ligier Richier, à Gérard Richier, son fils, également sculpteur, et à ses petits-enfants Jean-Joseph et Jacob ; ainsi qu'à l'école de Saint-Mihiel.

## Œuvres
L’œuvre de Ligier Richier est essentiellement d’inspiration religieuse. En l’absence de signature, ce sont des comparaisons stylistiques qui ont permis d’attribuer à ce sculpteur la plupart des œuvres actuellement reconnues. La particularité du sculpteur est cette précision de la taille des visages et la finesse du drapé sur la pierre.

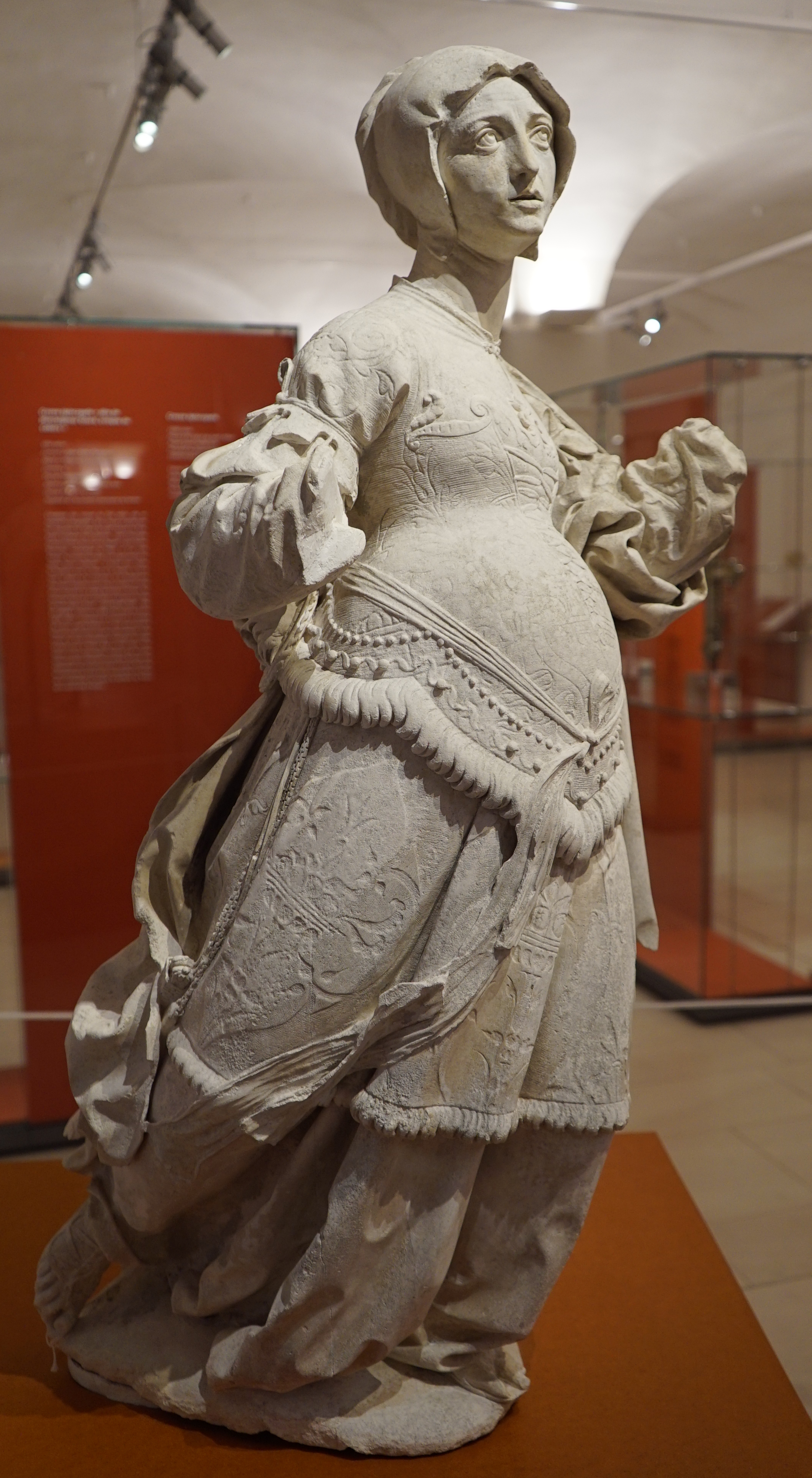
Elisabeth provenant de l'église Saint-Étienne de Saint-Mihiel.

C’est en partie grâce au récit, aujourd’hui disparu, du marchand champenois, Nicolas Chatourup (ou Chatonrupt), que l’on peut dater et identifier certaines œuvres. Ce dernier s’était rendu en 1532 en pèlerinage à Saint-Nicolas-de-Port et, passant par Bar-le-Duc et Saint-Mihiel, raconte avoir vu dans chaque ville un groupe de statues du sculpteur Ligier Richier.
Ligier Richier a travaillé la pierre, le bois et la terre cuite, et a mis au point un procédé de traitement à la cire (« encaustiquage ») pour donner au calcaire de Lorraine l’apparence du marbre, comme celui qu’il a utilisé pour le gisant de Philippe de Gueldre.
- Le Retable de la Passion, œuvre polychrome de l’église de Hattonchâtel (1523). L’attribution à Ligier Richier n’est pas certaine. Il peut s’agir d’une œuvre de jeunesse ou encore d’une commande à laquelle participe le jeune Ligier ou simplement d’un modèle qui l’aura inspiré[3].

- Une de ses réalisations les plus connues est le Transi de René de Chalon dans l'église Saint-Étienne de Bar-le-Duc. Il surmonte le tombeau du cœur et des entrailles de ce dernier, prince d’Orange de la famille de Nassau, tué le 15 juillet 1544 lors du siège de Saint-Dizier. Le traitement en écorché du transi suggère des connaissances étendues en anatomie. Une reproduction de cette œuvre illustrée par un poème d’Henry Bataille et sculptée par le sculpteur Édouard Ponsinet dit Pompon, se trouve sur le tombeau d’Henry Bataille à Moux.

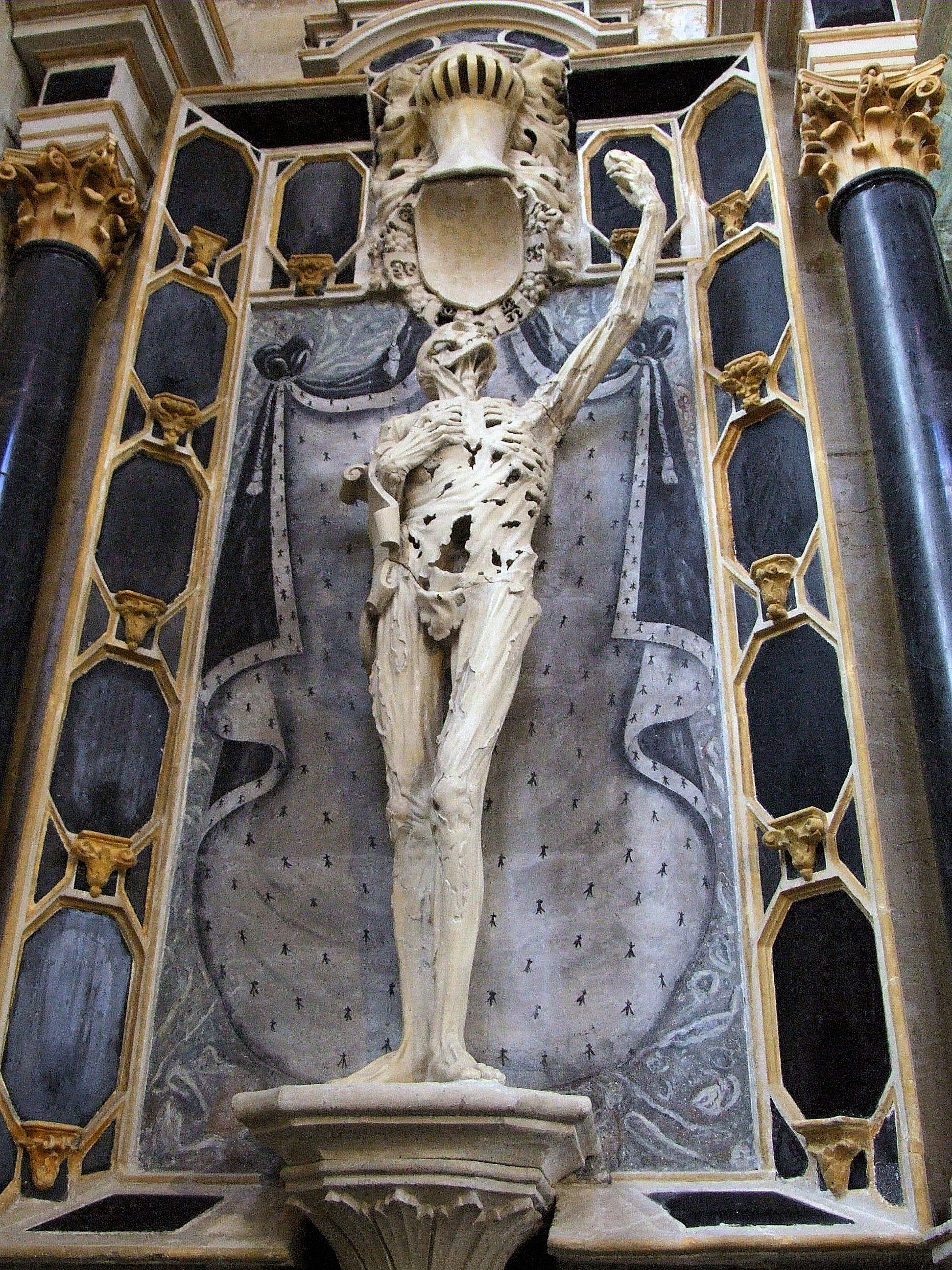
Le Transi de René de Chalon.

- Calvaire à l’église Saint-Étienne de Bar-le-Duc
- Calvaire à l’église Saint-Gengoult de Briey
- Calvaire à l’église Notre-Dame de Bar-le-Duc
- Gisant de Philippe de Gueldre, duchesse de Lorraine puis sœur clarisse morte en 1547, en l’église des Cordeliers de Nancy
- L’Enfant Jésus et la Tête de Saint-Jérôme, conservés au musée du Louvre, à Paris.
- La Pâmoison de la Vierge à l’abbatiale Saint-Michel de Saint-Mihiel.
- Pietà en l’église Saint-Martin d'Étain, classée monument historique en 1905

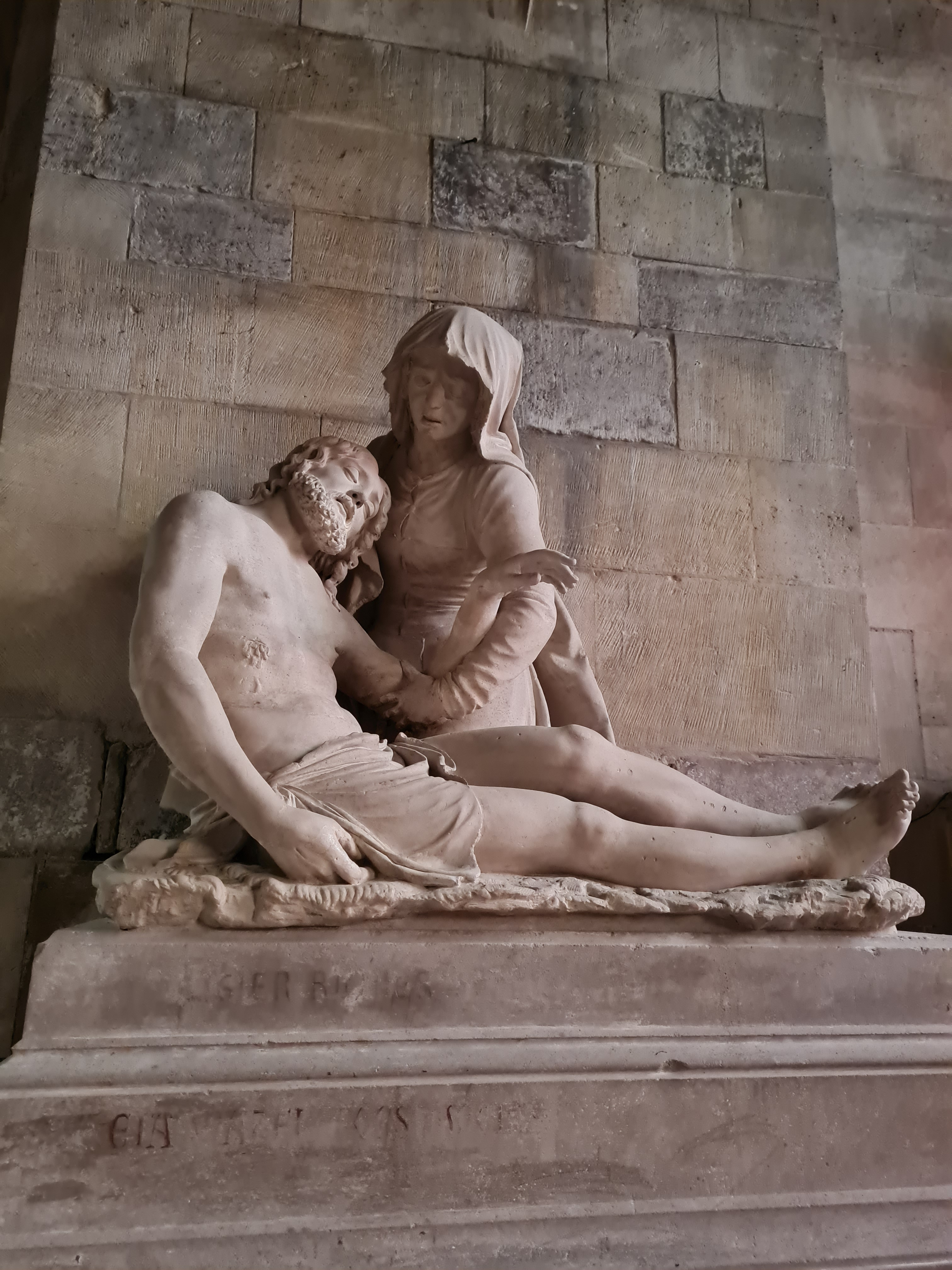
La Pieta, située dans la chapelle du Sacré-Cœur de l'église d'Étain (Meuse).

- La Mise au tombeau en l'église Saint-Étienne de Saint-Mihiel (autre appellation « Sépulcre de Saint-Mihiel »). Il s’agit d’une des dernières réalisations de Ligier Richier et la plus célèbre avec Le Transi de René de Chalon[4]. On peut aussi trouver un moulage de cette réalisation à la cité de l'architecture à Paris, dans le département du Musée des Monuments français.

- La Dame de Génicourt en l’église de Génicourt-sur-Meuse

Le département de la Meuse a créé la « route Ligier Richier » sous forme d’un circuit touristique de découverte de l’artiste, de Bar-le-Duc à Étain, passant par Saint-Mihiel.

## Œuvres autrefois attribuées à Ligier Richier
- Le Christ portant sa croix, (Église Saint-Laurent de Pont-à-Mousson)[5]
- La Sainte Femme au bonnet, Église de Clermont-en-Argonne[6]
- Le Calvaire de Génicourt, Église de Génicourt-sur-Meuse[6]
- Jésus crucifié en la cathédrale Notre-Dame-de-l'Annonciation de Nancy

## Hommages

### Timbre-poste
Le 17 octobre 1988, l'administration des PTT émet un timbre-poste dans le cadre de la célébration du Sépulcre de Saint-Mihiel. La dessinatrice du timbre est Huguette Sainson.